# Action de classe B
 (janvier 2018).
Si vous disposez d'ouvrages ou d'articles de référence ou si vous connaissez des sites web de qualité traitant du thème abordé ici, merci de compléter l'article en donnant les références utiles à sa vérifiabilité et en les liant à la section « Notes et références ».
En finance, une action de classe B ou de classe C est une désignation pour une catégorie d'actions ordinaires ou d'actions privilégiées qui ont généralement des droits de vote ou des avantages différents à ceux associés à une action de Classe A.
La structure des capitaux propres, ou les différents types d'actions qui sont proposés, est déterminé par les statuts de l'entreprise.
L'action de classe B peut également faire référence à différents termes relatifs aux catégories d'actions:
- Action B (Chine continentale), une classe d'actions sur les bourses de Shanghai et Shenzhen
- Action B (NYSE), une classe d'actions sur le New York Stock Exchange